# Portmore
Portmore é a maior cidade da paróquia de Saint Catherine, no Condado de Middlesex, Jamaica. No censo realizado em 2001 possuía 161.658 habitantes.
Portmore é uma cidade litorânea localizada no sul da Jamaica, próxima das cidades de Kingston e Spanish Town.